# ホーンアンテナ

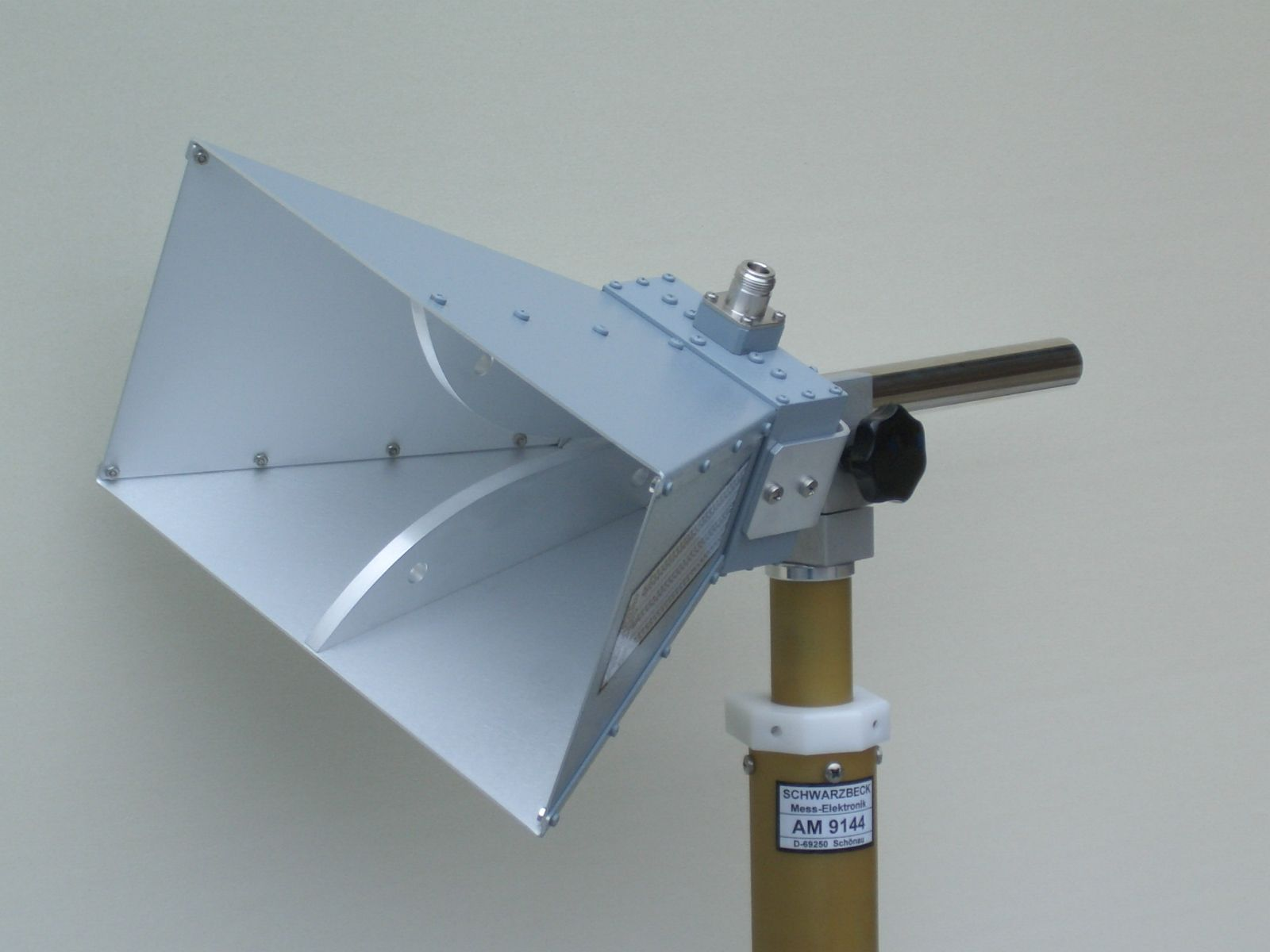
ホーンアンテナ

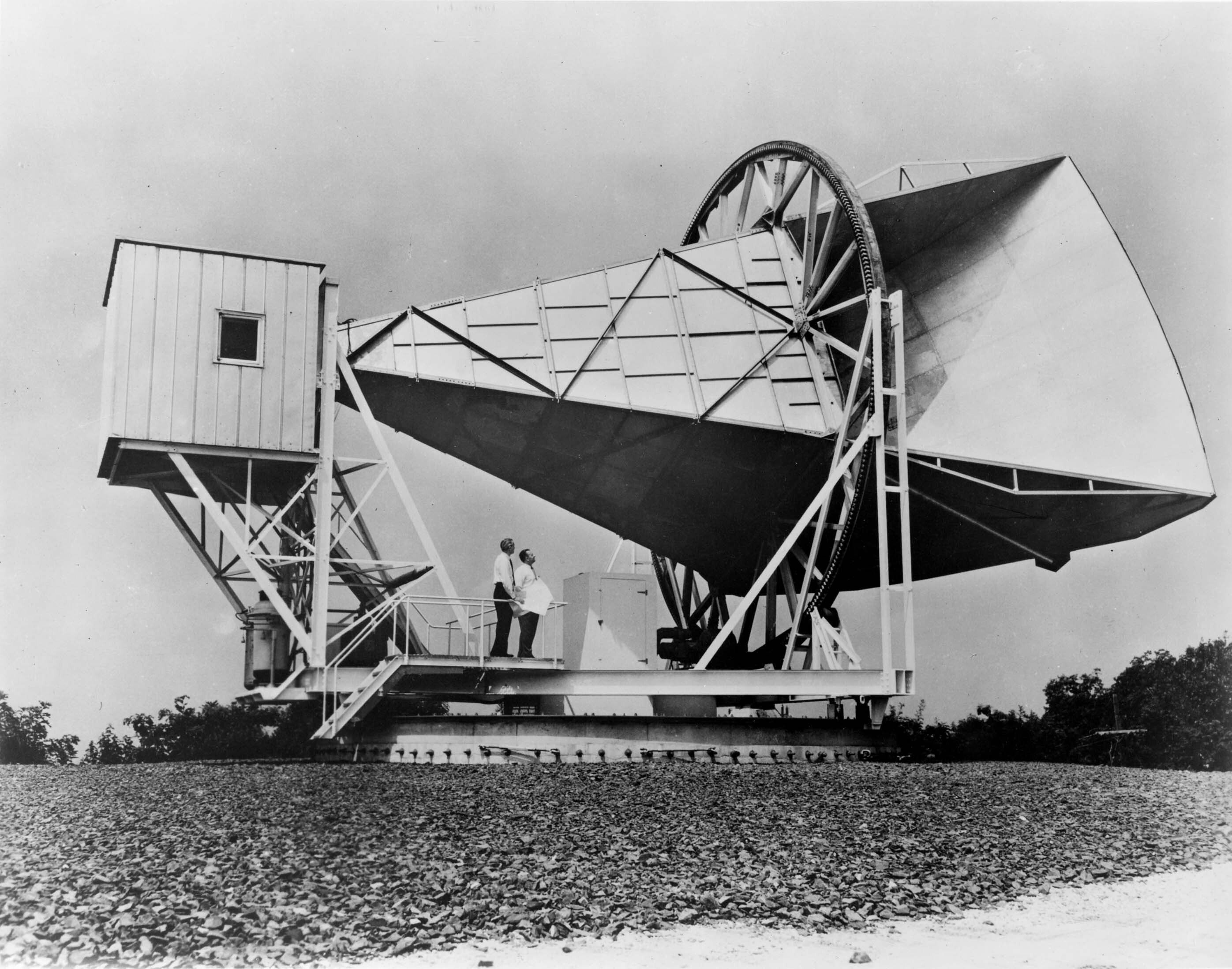
宇宙マイクロ波背景放射が最初に観測されたホルムデルのベル研究所にある15メートルホーンアンテナ

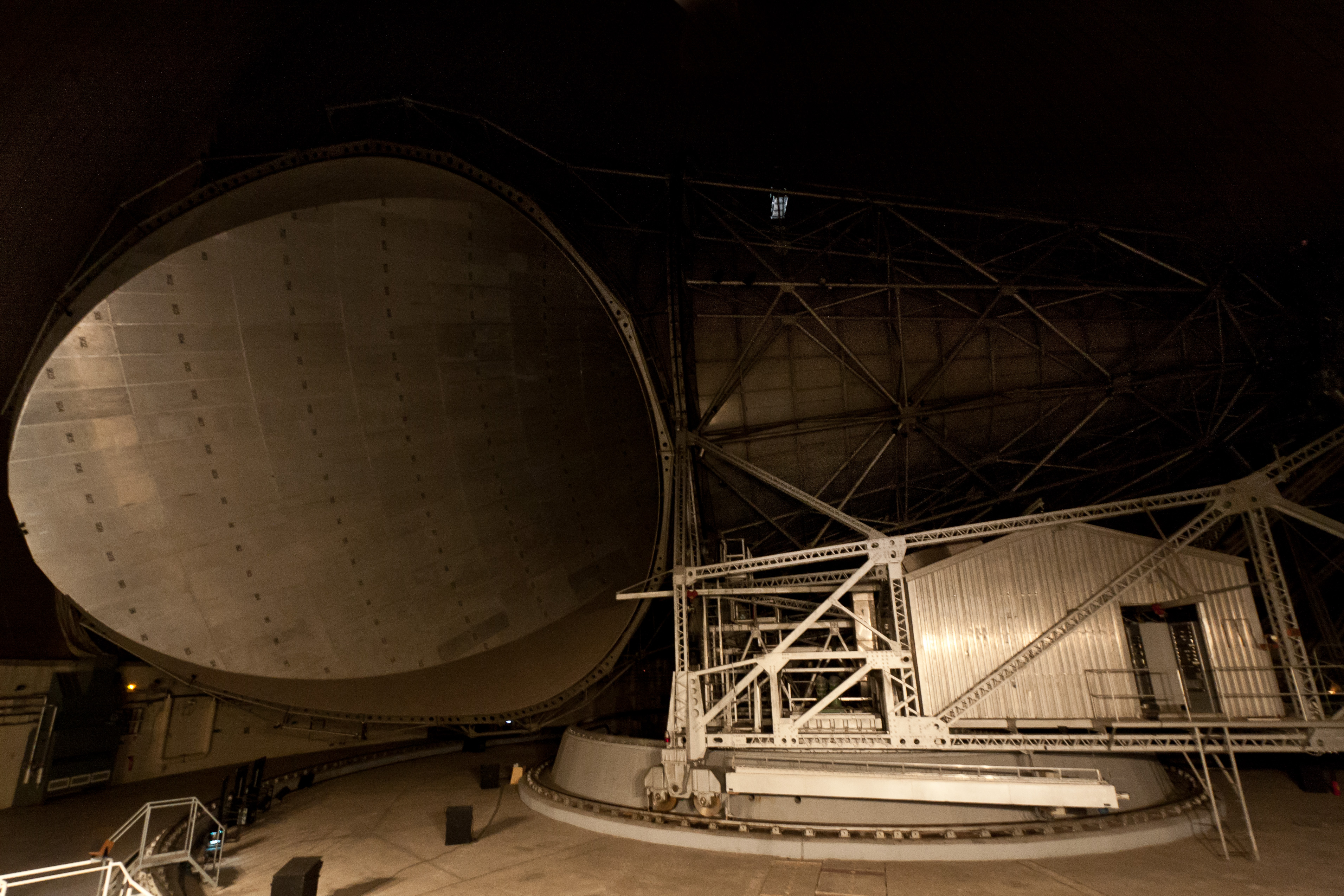
テルスター衛星を使用した欧州とアメリカの最初の衛星テレビ中継に使用されたフランスのPleumeur-Bodouのホーンアンテナ

ホーンアンテナは、無線通信用アンテナの一種である。形状がラッパに似ていることから、俗に電磁ラッパと呼ばれる。
導波管を用いて伝送するマイクロ波以上の周波数において用いられる。単独で用いられるほか、パラボラアンテナの1次放射器としても用いられる。
構造は、例えば断面が方形の導波管であれば、開口端の開口面積が徐々に広くなるよう、底面が開放された角錐台の形状のホーンを取り付けたものである。同様に、断面が円形の導波管においては、開口端に円錐台の形状のホーンが取り付けられた構造である。
原理としては、導波管の内部を伝送された電磁波が、開口端反射することなく、空間に放射されるための最も単純な形と言える。ホーンの長さは長ければ長いほど指向性は鋭くなる。角錐・円錐をホーンの形の基準とした場合、その頂角を中心角と呼ぶ。これは指向性を鋭くするための最適値がある。

## 使用例
ホルムデルのベル研究所にある15メートルホーンアンテナで宇宙マイクロ波背景放射が最初に観測された。
テルスター衛星を使用した欧州からアメリカへの最初の衛星テレビ中継では地上局に設置されたホーンアンテナが使用された。その後、衛星中継の送受信ではパラボラアンテナが主流になった。